# Aichryson
Genre
Aichryson est un genre de plantes de la famille Crassulaceae comprenant environ une quinzaine d'espèces subtropicales succulentes. Ces plantes sont pour la plupart originaires des Îles Canaries, quelques-unes sont présentes aux Açores et à Madère ; le Portugal compte une espèce.

## Liste des espèces et sous-espèces
Selon NCBI (9 septembre 2014) :
- Aichryson bethencourtianum
- Aichryson dichotomum
- Aichryson divaricatum
- Aichryson dumosum
- Aichryson laxum
- Aichryson pachycaulon
  - sous-espèce Aichryson pachycaulon subsp. gonzalez-hernandezii
  - sous-espèce Aichryson pachycaulon subsp. immaculatum
  - sous-espèce Aichryson pachycaulon subsp. pachycaulon
  - sous-espèce Aichryson pachycaulon subsp. parviflorum
  - sous-espèce Aichryson pachycaulon subsp. praetermissum
- Aichryson palmense
- Aichryson parlatorei
- Aichryson porphyrogennetos
- Aichryson punctatum
- Aichryson tortuosum
- Aichryson villosum

Selon The Plant List (9 septembre 2014) :
- Aichryson azuajei Bañares
- Aichryson bethencourtianum Bolle
- Aichryson bituminosum Bañares
- Aichryson bollei Webb ex Bolle
- Aichryson bramwellii G.Kunkel
- Aichryson brevipetalum Praeger
- Aichryson divaricatum (Aiton) Praeger
- Aichryson dumosum (Lowe) Praeger
- Aichryson intermedium Bramwell & G.D.Rowley
- Aichryson laxum (Haw.) Bramwell
- Aichryson pachycaulon Bolle
- Aichryson palmense Webb ex Bolle
- Aichryson parlatorei Bolle
- Aichryson porphyrogennetos Bolle
- Aichryson praegeri G.Kunkel
- Aichryson punctatum (C.Sm. ex Link) Webb & Berthel.
- Aichryson tortuosum (Aiton) Webb & Berthel.
- Aichryson villosum (Aiton) Webb & Berthel.